# Tommy Robredo
Tommy Robredo Garces (ur. 1 maja 1982 w Hostalric) – hiszpański tenisista, zdobywca Pucharu Davisa oraz Pucharu Hopmana, olimpijczyk.

## Kariera tenisowa
Treningi tenisowe rozpoczął jako pięciolatek pod kierunkiem ojca. W 1998 roku wygrał nieoficjalne mistrzostwa świata juniorów Orange Bowl na Florydzie (w kategorii do lat 16), a w 2000 roku był najlepszym juniorem w Hiszpanii oraz finalistą gry pojedynczej juniorów French Open (przegrał z Paulem-Henrim Mathieu). Również jako junior odniósł w 2000 dwa zwycięstwa wielkoszlemowe w deblu, najpierw w Australian Open (w parze z Nicolasem Mahutem) oraz French Open (z Marcem Lópezem).
Oficjalnie jako zawodowiec Robredo debiutował w 1998, rok później zaliczając pierwszy występ w turnieju rangi ATP World Tour – doszedł do III rundy imprezy w Barcelonie, eliminując dwóch znanych rywali, Włocha Sanguinettiego i Rosjanina Safina. W 2000 roku rywalizował głównie w rozgrywkach ATP Challenger Tour.
W 2001 roku był w IV rundzie Rolanda Garrosa, gdzie przegrał z Kafielnikowem i US Open, pokonując wcześniej Juana Carlosa Ferrero; odpadł z Roddickiem. W kwietniu po raz pierwszy w karierze doszedł do finału zawodów ATP World Tour, podczas rywalizacji w Casablance, ale finałowe spotkanie przegrał z Guillermo Cañasem, natomiast w lipcu zwyciężył w Sopocie, zdobywając tym samym swój pierwszy tytuł ATP World Tour. W finale pokonał swojego rodaka Alberta Portasa 1:6, 7:5, 7:6. Tegoż samego sezonu awansował jeszcze do finału debla w Barcelonie, jednak wspólnie z Fernando Vicente nie sprostał Amerykanom Johnsonowi i Palmerowi. Sezon 2001 zakończył w czołowej trzydziestce rankingu światowego.
Rok 2002 Robredo rozpoczął w zwycięstwa w Pucharze Hopmana grając razem z Arantxą Sánchez Vicario. W finale hiszpańska para pokonała 2:1 zespół USA, a Robredo zdobył najpierw singlowy punkt pokonując Jana-Michaela Gambilla oraz z Vicario wygrywając z parą Monica Seles-Gambill. Trzeci singlowy finał Robredo rozegrał w połowie lipca 2003 w Stuttgarcie. Mecz o tytuł przegrał z Guillermo Corią. Tegoż samego roku osiągnął ćwierćfinał wielkoszlemowego Rolanda Garrosa, eliminując po drodze lidera światowego rankingu Lleytona Hewitta oraz trzykrotnego triumfatora tych zawodów Gustavo Kuertena. Pojedynek o dalszą fazę zakończył się porażką Robredo z Albertem Costą.
Na początku roku 2004 Hiszpan odniósł zwycięstwo w deblowych zmaganiach w Ćennaju, partnerując Rafaelowi Nadalowi. W finale wygrał z duetem Jonatan Erlich-Andy Ram. Drugi singlowy tytuł Robredo wywalczył w Barcelonie po wygranej w pięciosetowym meczu w fazie finałowej nad Gastónem Gaudio. Sezon 2004 zakończył na 13. miejscu w rankingu światowym.
W 2005 Robredo na początku maja awansował do finału singla i debla w portugalskim Estoril. W finale gry pojedynczej tym razem przegrał z Gastónem Gaudio, a w deblu wraz z Juanem Ignacio Chelą uległ parze František Čermák-Leoš Friedl. Kolejny finał deblowy z udziałem Robredo odbył się w Stuttgarcie, gdzie ponownie decydujący pojedynek zakończył się przegraną Hiszpana, tym razem z duetem José Acasuso-Sebastián Prieto. Partnerem Robredo był wówczas Mariano Hood. Ponadto w tym roku Robredo po raz drugi uzyskał ćwierćfinał Rolanda Garrosa, eliminując m.in. Marata Safina (wówczas nr 3. w rankingu). Spotkanie o półfinał imprezy przegrał z Nikołajem Dawydienką.
W sezonie 2006 Robredo swój pierwszy finał zagrał na początku maja w Barcelonie. Mecz finałowy przegrał z Rafaelem Nadalem. W tym samym miesiącu wygrał turniej rangi ATP Masters Series w Hamburgu. Po drodze pokonał m.in. Davida Ferrera, Mario Ančicia, a w finale wynikiem 6:1, 6:3, 6:3 Radka Štěpánka. Dwa miesiące później Hiszpan odniósł kolejne zwycięstwo, w szwedzkim Båstad, po wygranej w decydującym meczu z Nikołajem Dawydienką. Dnia 28 sierpnia Robredo osiągnął 5. pozycję w rankingu – najwyższą w karierze, natomiast sezon ukończył na 7. miejscu dzięki czemu zakwalifikował się do turnieju Tennis Masters Cup. W fazie grupowej Hiszpan przegrał dwa spotkania, z Dawydienką i Nadalem, a na koniec pokonał Jamesa Blake’a, jednak to nie wystarczyło, aby awansował do dalszej rundy rozgrywek.
Sezon 2007 Robredo zainaugurował od finału w Auckland, lecz w finale nie sprostał Ferrerowi. Następnie osiągnął ćwierćfinał Australian Open, w którym przegrał z Rogerem Federerem. W maju już po raz trzeci doszedł do ćwierćfinału Rolanda Garrosa (porażka ponownie z Federerem), a w sierpniu zwyciężył w Sopocie, po wygranej w finale nad José Acasuso. Jesienią Hiszpan dotarł jeszcze do dwóch finałów, w Pekinie (porażka z Fernando Gonzálezem), a potem w Metzu, gdzie wygrał cały turniej. Sezon Robredo zakończył na 10. miejscu w światowym rankingu ATP.
Rok 2008 ukończył mając na koncie jeden singlowy tytuł, w Båstad, po zwycięstwie w finale nad Tomášem Berdychem oraz finałem w Warszawie, gdzie przegrał z Dawydienką. Ponadto Hiszpan odniósł deblowy triumf w Monte Carlo, turnieju rangi ATP Masters Series. Spotkanie finałowe (w parze z Nadalem) wygrał z Maheshem Bhupathim i Markiem Knowlesem.
Na początku 2009 roku Robredo wystartował w południowoamerykańskim tournée, najpierw w Costa do Sauipe, a potem w Buenos Aires. W Costa do Sauipe rozgrywki zakończyły się podwójnym triumfem Hiszpana; w singlu zdobył tytuł po zwycięstwie w finale nad Thomazem Belluccim, a w deblu razem z Marcelem Granollersem pokonał w decydującym meczu Lucasa Arnolda Kera i Juana Mónaco. W Buenos Aires Robredo zdobył mistrzostwo w singlu po wygranej w finale nad Mónaco. W maju Hiszpan dotarł po raz czwarty w karierze do ćwierćfinału Rolanda Garrosa. Do końca sezonu osiągnął jeszcze dwa finały deblowe (grając w parze z Granollersem), zwyciężając wpierw w Walencji, a następnie przegrywając w finale imprezy ATP World Tour Masters 1000 w Paryżu.
Sezon 2010 rozpoczął od wygranej w po raz drugi w karierze w Pucharze Hopmana, partnerując tym razem Maríi José Martínez Sánchez. Robredo nie przegrał w zawodach meczu, zarówno w singlu oraz deblu. W finale Hiszpanie pokonali Wielką Brytanię, a Robredo pokonał w tej rundzie Andy’ego Murraya.
W połowie stycznia 2011 roku Hiszpan zatriumfował w zmaganiach deblowych w Auckland razem z Marcelem Granollersem. Hiszpańska para, grająca z nr 2. pokonała w finale duet Johan Brunström-Stephen Huss. Dziesiąty zawodowy turniej w singlu Robredo wywalczył w lutym podczas rywalizacji w Santiago. Mecz finałowy zakończył się wygraną Hiszpana nad Santiago Giraldo.
W 2012 roku Hiszpan zmagał się głównie z kontuzjami. W sezonie 2013, na początku stycznia, Robredo wywalczył piąty tytuł w grze podwójnej, a dokonał tego w Brisbane. Będąc w parze z Marcelo Melo odniósł finałowe zwycięstwo z Erikiem Butorakiem i Paulem Hanleyem. W połowie kwietnia, po ponad dwóch latach, Hiszpan ponownie wygrał singlowy turniej ATP World Tour, w Casablance. Robredo wyeliminował m.in. Stanislasa Wawrinkę, a w finale rezultatem 7:6(6), 4:6, 6:3 Kevina Andersona. Pod koniec lipca hiszpański tenisista zatriumfował w Umagu, gdzie w finale pokonał Fabio Fogniniego.
Pierwszy finał do jakiego Robredo awansował w sezonie 2014 miał miejsce pod koniec lipca w Umagu, gdzie poniósł porażkę z Pablo Cuevasem. Był to zarazem dwudziesty finał singlowy w karierze Hiszpana. Pod koniec września zawodnik z Hiszpanii dotarł do finału w Shenzhen, w którym przegrał z Andym Murrayem 7:5, 6:7(9), 1:6, nie wykorzystując w drugim secie pięciu piłek meczowych. Miesiąc później Robredo i Murray zmierzyli się w finale w Walencji. Mecz ponownie wygrał Murray, który po raz kolejny wybronił pięć meczboli, triumfując ostatecznie 3:6, 7:6(7), 7:6(8).
Ostatni singlowy finał Robredo zanotował w lipcu 2015 roku w Båstad. Przegrał w nim z Benoîtem Pairem 6:7(7), 3:6. Po kilku latach słabszych występów, na krótko przed ukończeniem 40 lat, zakończył karierę zawodniczą w kwietniu 2022 na turnieju w Barcelonie – tym samym, w którym odnotował pierwszy wygrany pojedynek w ATP Tour oraz w którym sam triumfował w 2004.
W Pucharze Davisa debiutował w 2002 roku, w ćwierćfinale z USA ulegając Roddickowi (mecz z Jamesem Blakiem nie został dokończony). W 2004 roku miał udział w zdobyciu Pucharu Davisa przez Hiszpanię, zdobywając m.in. punkt singlowy w I rundzie z Czechami (pokonał Štěpánka). W finale Pucharu Davisa 2004 został wystawiony do debla z Juanem Carlosem Ferrero; Hiszpanie przegrali ten mecz z Bobem i Mikiem Bryanami, ale trofeum i tak przypadło ekipie europejskiej, dla której punkty zdobywali Rafael Nadal i Carlos Moyá. W 2008 i 2009 roku również był w reprezentacji (pomimo braku występów w finałach) która zdobyła trofeum. Ostatni raz w reprezentacji pucharowej grał w 2015, zdobywając jeden punkt w przegranym spotkaniu z Rosjanami. Bilans Hiszpana w tych rozgrywkach wyniósł sześć zwycięstw i osiem porażek w singlu oraz trzy wygrane i cztery przegrane w deblu.
W 2004 i 2008 roku Robredo uczestniczył w igrzyskach olimpijskich. W Atenach doszedł do III rundy gry pojedynczej, natomiast w deblu poniósł porażkę w I rundzie w parze z Feliciano Lópezem. W Pekinie z kolei doznał porażki w singlu w I rundzie, a w deblu awansował do II rundy, wspólnie z Rafaelem Nadalem.

### Finały w turniejach ATP World Tour

#### Gra pojedyncza (12–11)
| Legenda                                                  |
| Wielki Szlem (0–0)                                       |
| Igrzyska olimpijskie (0–0)                               |
| Tennis Masters Cup / ATP World Tour Finals (0–0)         |
| ATP Masters Series / ATP World Tour Masters 1000 (1–0)   |
| ATP International Series Gold / ATP World Tour 500 (1–3) |
| ATP International Series / ATP World Tour 250 (10–8)     |

| Wygrane według nawierzchni |
| Twarda (1–4)               |
| Ceglana (11–7)             |
| Trawiasta (0–0)            |
| Dywanowa (0–0)             |

| Końcowy wynik | Nr  | Data                 | Turniej         | Nawierzchnia  | Przeciwnik         | Wynik finału            |
| Finalista     | 1.  | 15 kwietnia 2001     | Casablanca      | Ceglana       | Guillermo Cañas    | 5:7, 2:6                |
| Zwycięzca     | 1.  | 29 lipca 2001        | Sopot           | Ceglana       | Albert Portas      | 1:6, 7:5, 7:6(2)        |
| Finalista     | 2.  | 20 lipca 2003        | Stuttgart       | Ceglana       | Guillermo Coria    | 2:6, 2:6, 1:6           |
| Zwycięzca     | 2.  | 2 maja 2004          | Barcelona       | Ceglana       | Gastón Gaudio      | 6:3, 4:6, 6:2, 3:6, 6:3 |
| Finalista     | 3.  | 1 maja 2005          | Estoril         | Ceglana       | Gastón Gaudio      | 1:6, 6:2, 1:6           |
| Finalista     | 4.  | 30 kwietnia 2006     | Barcelona       | Ceglana       | Rafael Nadal       | 4:6, 4:6, 0:6           |
| Zwycięzca     | 3.  | 21 maja 2006         | Hamburg         | Ceglana       | Radek Štěpánek     | 6:1, 6:3, 6:3           |
| Zwycięzca     | 4.  | 16 lipca 2006        | Båstad          | Ceglana       | Nikołaj Dawydienko | 6:2, 6:1                |
| Finalista     | 5.  | 13 stycznia 2007     | Auckland        | Twarda        | David Ferrer       | 4:6, 2:6                |
| Zwycięzca     | 5.  | 5 sierpnia 2007      | Sopot           | Ceglana       | José Acasuso       | 7:5, 6:0                |
| Finalista     | 6.  | 16 września 2007     | Pekin           | Twarda        | Fernando González  | 1:6, 6:3, 1:6           |
| Zwycięzca     | 6.  | 7 października 2007  | Metz            | Twarda (hala) | Andy Murray        | 0:6, 6:2, 6:3           |
| Finalista     | 7.  | 15 czerwca 2008      | Warszawa        | Ceglana       | Nikołaj Dawydienko | 3:6, 3:6                |
| Zwycięzca     | 7.  | 13 lipca 2008        | Båstad          | Ceglana       | Tomáš Berdych      | 6:4, 6:1                |
| Zwycięzca     | 8.  | 15 lutego 2009       | Costa do Sauipe | Ceglana       | Thomaz Bellucci    | 6:3, 3:6, 6:4           |
| Zwycięzca     | 9.  | 22 lutego 2009       | Buenos Aires    | Ceglana       | Juan Mónaco        | 7:5, 2:6, 7:6(5)        |
| Zwycięzca     | 10. | 6 lutego 2011        | Santiago        | Ceglana       | Santiago Giraldo   | 6:2, 2:6, 7:6(5)        |
| Zwycięzca     | 11. | 14 kwietnia 2013     | Casablanca      | Ceglana       | Kevin Anderson     | 7:6(6), 4:6, 6:3        |
| Zwycięzca     | 12. | 28 lipca 2013        | Umag            | Ceglana       | Fabio Fognini      | 6:0, 6:3                |
| Finalista     | 8.  | 27 lipca 2014        | Umag            | Ceglana       | Pablo Cuevas       | 3:6, 4:6                |
| Finalista     | 9.  | 28 września 2014     | Shenzhen        | Twarda        | Andy Murray        | 7:5, 6:7(9), 1:6        |
| Finalista     | 10. | 26 października 2014 | Walencja        | Twarda (hala) | Andy Murray        | 6:3, 6:7(7), 6:7(8)     |
| Finalista     | 11. | 26 lipca 2015        | Båstad          | Ceglana       | Benoît Paire       | 6:7(7), 3:6             |

#### Gra podwójna (5–6)
| Legenda                                                  |
| Wielki Szlem (0–0)                                       |
| Igrzyska olimpijskie (0–0)                               |
| Tennis Masters Cup / ATP World Tour Finals (0–0)         |
| ATP Masters Series / ATP World Tour Masters 1000 (1–1)   |
| ATP International Series Gold / ATP World Tour 500 (0–3) |
| ATP International Series / ATP World Tour 250 (4–2)      |

| Wygrane według nawierzchni |
| Twarda (3–2)               |
| Ceglana (2–4)              |
| Trawiasta (0–0)            |
| Dywanowa (0–0)             |

| Końcowy wynik | Nr | Data              | Turniej         | Nawierzchnia  | Partner            | Przeciwnicy w finale             | Wynik finału     |
| Finalista     | 1. | 29 kwietnia 2001  | Barcelona       | Ceglana       | Fernando Vicente   | Donald Johnson Jared Palmer      | 6:7(2), 4:6      |
| Zwycięzca     | 1. | 11 stycznia 2004  | Ćennaj          | Twarda        | Rafael Nadal       | Jonatan Erlich Andy Ram          | 7:6(3), 4:6, 6:3 |
| Finalista     | 2. | 1 maja 2005       | Estoril         | Ceglana       | Juan Ignacio Chela | František Čermák Leoš Friedl     | 3:6, 4:6         |
| Finalista     | 3. | 24 lipca 2005     | Stuttgart       | Ceglana       | Mariano Hood       | Sebastián Prieto José Acasuso    | 6:7(4), 3:6      |
| Zwycięzca     | 2. | 27 kwietnia 2008  | Monte Carlo     | Ceglana       | Rafael Nadal       | Mahesh Bhupathi Mark Knowles     | 6:3, 6:3         |
| Zwycięzca     | 3. | 15 lutego 2009    | Costa do Sauipe | Ceglana       | Marcel Granollers  | Lucas Arnold Ker Juan Mónaco     | 6:4, 7:5         |
| Finalista     | 4. | 8 listopada 2009  | Walencja        | Twarda (hala) | Marcel Granollers  | František Čermák Michal Mertiňák | 4:6, 3:6         |
| Finalista     | 5. | 15 listopada 2009 | Paryż           | Twarda (hala) | Marcel Granollers  | Daniel Nestor Nenad Zimonjić     | 3:6, 4:6         |
| Zwycięzca     | 4. | 15 stycznia 2011  | Auckland        | Twarda        | Marcel Granollers  | Johan Brunström Stephen Huss     | 6:4, 7:6(6)      |
| Zwycięzca     | 5. | 6 stycznia 2013   | Brisbane        | Twarda        | Marcelo Melo       | Eric Butorac Paul Hanley         | 4:6, 6:1, 10–5   |
| Finalista     | 6. | 7 maja 2017       | Estoril         | Ceglana       | David Marrero      | Ryan Harrison Michael Venus      | 5:7, 2:6         |

### Osiągnięcia w turniejach Wielkiego Szlema i ATP Tour Masters 1000 (gra pojedyncza)
| Turniej                  | 2001                      | 2002                      | 2003                      | 2004                      | 2005                      | 2006                      | 2007                      | 2008                      | 2009                      | 2010                      | 2011                      | 2012                      | 2013                      | 2014                      | 2015                      | 2016                      | 2017                      | 2018                      | 2019                      | 2020                      | 2021                      | Wygrane turnieje | Bilans w turnieju |
| Wielki Szlem             | Wielki Szlem              | Wielki Szlem              | Wielki Szlem              | Wielki Szlem              | Wielki Szlem              | Wielki Szlem              | Wielki Szlem              | Wielki Szlem              | Wielki Szlem              | Wielki Szlem              | Wielki Szlem              | Wielki Szlem              | Wielki Szlem              | Wielki Szlem              | Wielki Szlem              | Wielki Szlem              | Wielki Szlem              | Wielki Szlem              | Wielki Szlem              | Wielki Szlem              | Wielki Szlem              | Wielki Szlem     | Wielki Szlem      |
| ------------------------ | ------------------------- | ------------------------- | ------------------------- | ------------------------- | ------------------------- | ------------------------- | ------------------------- | ------------------------- | ------------------------- | ------------------------- | ------------------------- | ------------------------- | ------------------------- | ------------------------- | ------------------------- | ------------------------- | ------------------------- | ------------------------- | ------------------------- | ------------------------- | ------------------------- | ---------------- | ----------------- |
| Australian Open          | 1R                        | 2R                        | 1R                        | 1R                        | 3R                        | 4R                        | QF                        | 2R                        | 4R                        | 1R                        | 4R                        | –                         | 1R                        | 4R                        | 1R                        | 2R                        | –                         | –                         | –                         | –                         | –                         | 0 / 15           | 21–15             |
| French Open              | 4R                        | 3R                        | QF                        | 4R                        | QF                        | 4R                        | QF                        | 3R                        | QF                        | 1R                        | –                         | –                         | QF                        | 3R                        | 2R                        | –                         | 2R                        | –                         | –                         | –                         | –                         | 0 / 14           | 37–14             |
| Wimbledon                | 2R                        | 1R                        | 3R                        | 2R                        | 1R                        | 2R                        | 2R                        | 2R                        | 3R                        | 1R                        | 1R                        | –                         | 3R                        | 4R                        | 1R                        | –                         | –                         | –                         | –                         | NH                        | –                         | 0 / 14           | 14–14             |
| US Open                  | 4R                        | 3R                        | 1R                        | 4R                        | 4R                        | 4R                        | 3R                        | 4R                        | 4R                        | 4R                        | –                         | 2R                        | QF                        | 4R                        | 3R                        | –                         | –                         | 1R                        | –                         | –                         |                           | 0 / 15           | 35–15             |
| Wygrane turnieje         | 0 / 4                     | 0 / 4                     | 0 / 4                     | 0 / 4                     | 0 / 4                     | 0 / 4                     | 0 / 4                     | 0 / 4                     | 0 / 4                     | 0 / 4                     | 0 / 2                     | 0 / 1                     | 0 / 4                     | 0 / 4                     | 0 / 4                     | 0 / 1                     | 0 / 1                     | 0 / 1                     | 0 / 0                     | 0 / 0                     | 0 / 0                     | 0 / 58           | N/A               |
| Bilans spotkań           | 7–4                       | 5–4                       | 6–4                       | 7–4                       | 9–4                       | 10–4                      | 11–4                      | 7–4                       | 12–4                      | 3–4                       | 3–2                       | 1–1                       | 10–4                      | 11–4                      | 3–4                       | 1–1                       | 1–1                       | 0–1                       | 0–0                       | 0–0                       | 0–0                       | N/A              | 106–57            |
| ATP Finals               |                           |                           |                           |                           |                           |                           |                           |                           |                           |                           |                           |                           |                           |                           |                           |                           |                           |                           |                           |                           |                           |                  |                   |
| ATP Finals               | –                         | –                         | –                         | –                         | –                         | RR                        | –                         | –                         | –                         | –                         | –                         | –                         | –                         | –                         | –                         | –                         | –                         | –                         | –                         | –                         |                           | 0 / 1            | 1–2               |
| ATP Tour Masters 1000    |                           |                           |                           |                           |                           |                           |                           |                           |                           |                           |                           |                           |                           |                           |                           |                           |                           |                           |                           |                           |                           |                  |                   |
| Indian Wells             | –                         | 1R                        | 3R                        | 2R                        | 4R                        | 3R                        | 2R                        | 3R                        | 4R                        | QF                        | QF                        | –                         | 1R                        | 3R                        | 4R                        | –                         | 1R                        | –                         | –                         | NH                        |                           | 0 / 14           | 17–13             |
| Miami                    | –                         | 2R                        | 2R                        | 4R                        | 3R                        | 2R                        | QF                        | 2R                        | 3R                        | 3R                        | –                         | –                         | –                         | 4R                        | 2R                        | –                         | 2R                        | –                         | –                         | NH                        | –                         | 0 / 12           | 12–11             |
| Monte Carlo              | –                         | 1R                        | 3R                        | 1R                        | –                         | QF                        | 3R                        | 3R                        | 2R                        | 3R                        | 3R                        | –                         | –                         | 3R                        | 3R                        | –                         | 1R                        | –                         | –                         | NH                        | –                         | 0 / 12           | 17–12             |
| Madryt                   | –                         | 2R                        | 2R                        | QF                        | 3R                        | 3R                        | 2R                        | 2R                        | 3R                        | –                         | –                         | –                         | 2R                        | 1R                        | –                         | –                         | 1R                        | –                         | –                         | NH                        | –                         | 0 / 11           | 9–11              |
| Rzym                     | –                         | QF                        | 3R                        | 2R                        | 1R                        | 1R                        | QF                        | QF                        | 3R                        | –                         | –                         | –                         | –                         | 2R                        | –                         | –                         | –                         | –                         | –                         | –                         | –                         | 0 / 9            | 14–9              |
| Montreal/Toronto         | –                         | 2R                        | 3R                        | 2R                        | 3R                        | 2R                        | 2R                        | 2R                        | 2R                        | 2R                        | –                         | –                         | –                         | 3R                        | 2R                        | –                         | –                         | –                         | –                         | NH                        |                           | 0 / 11           | 13–11             |
| Cincinnati               | –                         | 3R                        | 1R                        | SF                        | 2R                        | SF                        | 2R                        | 2R                        | 1R                        | 1R                        | –                         | –                         | 3R                        | QF                        | 3R                        | –                         | –                         | –                         | –                         | –                         |                           | 0 / 12           | 19–12             |
| Szanghaj                 | Nie ATP Tour Masters 1000 | Nie ATP Tour Masters 1000 | Nie ATP Tour Masters 1000 | Nie ATP Tour Masters 1000 | Nie ATP Tour Masters 1000 | Nie ATP Tour Masters 1000 | Nie ATP Tour Masters 1000 | Nie ATP Tour Masters 1000 | 3R                        | 2R                        | 2R                        | 2R                        | 2R                        | 1R                        | 1R                        | –                         | –                         | –                         | –                         | NH                        |                           | 0 / 7            | 6–7               |
| Paryż                    | 1R                        | 2R                        | 3R                        | 2R                        | QF                        | SF                        | QF                        | 2R                        | 3R                        | –                         | –                         | –                         | –                         | 2R                        | –                         | –                         | –                         | –                         | –                         | –                         |                           | 0 / 10           | 12–10             |
| Hamburg                  | –                         | SF                        | 2R                        | 3R                        | 3R                        | W                         | 2R                        | 2R                        | Nie ATP Tour Masters 1000 | Nie ATP Tour Masters 1000 | Nie ATP Tour Masters 1000 | Nie ATP Tour Masters 1000 | Nie ATP Tour Masters 1000 | Nie ATP Tour Masters 1000 | Nie ATP Tour Masters 1000 | Nie ATP Tour Masters 1000 | Nie ATP Tour Masters 1000 | Nie ATP Tour Masters 1000 | Nie ATP Tour Masters 1000 | Nie ATP Tour Masters 1000 | Nie ATP Tour Masters 1000 | 1 / 7            | 16–6              |
| Wygrane turnieje         | 0 / 1                     | 0 / 9                     | 0 / 9                     | 0 / 9                     | 0 / 8                     | 1 / 9                     | 0 / 9                     | 0 / 9                     | 0 / 9                     | 0 / 6                     | 0 / 3                     | 0 / 1                     | 0 / 4                     | 0 / 9                     | 0 / 6                     | 0 / 0                     | 0 / 4                     | 0 / 0                     | 0 / 0                     | 0 / 0                     | 0 / 0                     | 1 / 105          | N/A               |
| Bilans spotkań           | 0–1                       | 13–9                      | 10–9                      | 12–9                      | 11–7                      | 19–8                      | 8–9                       | 11–9                      | 12–9                      | 8–6                       | 6–2                       | 1–1                       | 4–4                       | 12–9                      | 7–6                       | 0–0                       | 1–4                       | 0–0                       | 0–0                       | 0–0                       | 0–0                       | N/A              | 135–103           |
| Ranking na koniec sezonu |                           |                           |                           |                           |                           |                           |                           |                           |                           |                           |                           |                           |                           |                           |                           |                           |                           |                           |                           |                           |                           |                  |                   |
|                          | 30                        | 30                        | 21                        | 13                        | 19                        | 7                         | 10                        | 21                        | 16                        | 50                        | 51                        | 114                       | 18                        | 17                        | 42                        | 358                       | 164                       | 201                       | 205                       | 224                       |                           | N/A              | N/A               |

Legenda
     W, wygrał turniej
     F, przegrał w finale
     SF, przegrał w półfinale
     QF, przegrał w ćwierćfinale
     4R, 3R, 2R, 1R przegrał w IV, III, II, I rundzie
     RR, odpadł w fazie grupowej
     –, nie startował w turnieju głównym
     NH, turniej nie odbył się